# Ichirō Hatoyama
Ichirō Hatoyama (jap. 鳩山 一郎 Hatoyama Ichirō; ur. 1 stycznia 1883 w Tokio, zm. 7 marca 1959 tamże) – japoński polityk, premier.

## Życiorys
W latach 1931–1932 był ministrem oświaty, a od grudnia 1954 do grudnia 1956 roku – premierem. W 1955 roku był jednym z założycieli Partii Liberalno-Demokratycznej, a następnie został jej przewodniczącym (do grudnia 1956 roku).
Ichirō Hatoyama był inicjatorem nawiązania stosunków dyplomatycznych z ZSRR.
Najstarszym synem premiera Ichirō Hatoyamy był polityk Iichirō Hatoyama.